# Shakugan no Shana
Shakugan no Shana (灼眼のシャナ? lett. "Shana dagli occhi ardenti") è una serie di light novel scritta da Yashichirō Takahashi e composta da 25 volumi, pubblicati da ASCII Media Works sotto l'etichetta Dengeki Bunko tra il 2002 e il 2011. I protagonisti sono un ragazzo di nome Yuuji, dotato della caratteristica inconsapevole di essere un "Mistes", e Shana, una "Flame Haze" con il compito di controllare l'equilibrio del mondo.
Un manga ispirato ai romanzi originali e disegnato da Ayato Sasakura è stato pubblicato da ASCII Media Works sulla rivista Dengeki Daioh dal 27 ottobre 2005 al 27 ottobre 2011 e i capitoli sono stati raccolti in 10 volumi tankōbon. Una serie televisiva anime di 24 episodi prodotta dallo studio d'animazione J.C.Staff è stata trasmessa da ottobre 2005 a marzo 2006. La serie è stata rinnovata per altre due stagioni da 24 episodi ciascuna, trasmesse rispettivamente da ottobre 2007 a marzo 2008 e da ottobre 2011 a marzo 2012. Un episodio OAV intitolato Shakugan no Shana Special: Off-Campus Class on Love and Onsen! è stato pubblicato nel dicembre 2006 ed è inseribile cronologicamente all'interno della prima stagione. Altri quattro OAV, distribuiti come serie dal titolo Shakugan no Shana S, sono stati pubblicati per il mercato home video nipponico tra il 2009 e il 2010. Un film d'animazione intitolato Gekijōban shakugan no Shana è stato distribuito nelle sale cinematografiche giapponesi il 21 aprile 2007.
Oltre al manga e all'anime, Shakugan no Shana ha visto l'uscita sul mercato di svariati prodotti a tema, tra cui anche un videogioco per PlayStation 2, adattato in seguito per Nintendo DS.
In Italia, la serie è ad oggi completamente inedita in ogni sua forma.

## Trama
Yuuji Sakai è un normale studente fino al giorno in cui incontra il paranormale e con esso Shana, una ragazza dai capelli rossi e gli occhi di fuoco. Shana è una Flame Haze che ha come obiettivo la caccia agli Abitanti Cremisi (Guze no Tomogara) e il mantenimento dell'equilibrio del mondo tramite questa procedura. Dopo aver mostrato a Yuuji la verità sul mondo e avergli spiegato che lui è un "Torch" speciale, deciderà di proteggerlo.
Gli Abitanti Cremisi vengono dal Regno Cremisi e rubano l'energia che forma il mondo, il "Potere dell'esistenza" dalle persone che lo popolano per utilizzarla per ambizioni personali.
A loro si contrappongono appunto le Flame Haze, che hanno il potere speciale di far rivivere come "Torch" le persone il cui il potere dell'esistenza è stato divorato, in modo da attenuare le modifiche altrimenti scioccanti della realtà in cui le altre persone vivono. I "Torch" sono a immagine e somiglianza di coloro che avevano perso il potere dell'esistenza, ma sono condannate a svanire dalla memoria delle persone viventi per poi scomparire definitivamente una volta "spente".

## Personaggi

Yuji Sakai, Shana e Kazumi Yoshida

Sakai Yuuji (坂井悠二?)
Doppiato da: Satoshi Hino
Yuuji è il protagonista. È un ragazzo abbastanza timido e che mette gli altri prima di sé stesso se necessario. La sua vita cambia improvvisamente quando, dopo l'incontro con Shana, scopre di essere già morto e di essere quindi un Torch. Diversamente, egli è un "Mistes", cioè un Torch che contiene un "hougu", un oggetto di grande potere. Gli hougu hanno diversi poteri: quello di Yuuji, il Reiji Maigo, gli permette di rigenerare il suo potere dell'esistenza ogni giorno a mezzanotte e, di conseguenza, di non svanire come gli altri Torch. Yuuji si allenerà con Shana per sviluppare il suo potenziale. Nella terza serie capirà di essere innamorato di Shana.
Shana (シャナ?) / "Cacciatrice dai capelli di fuoco e occhi ardenti" (「炎髪灼眼の討ち手」?, "Enpatsu Shakugan no Uchite") (Flame Haze)
Doppiata da: Rie Kugimiya
Shana è la protagonista femminile e decide di proteggere Yuuji. Inizialmente è molto ostile con lui e lo tratta quasi con disprezzo ma più avanti scoprirà che i suoi sentimenti sono ben diversi. Il nome "Shana" è dato a lei da Yuuji per via del nome della spada della ragazza, Nietono no Shana (贄殿遮那?, Vairocana della stanza delle offerte). Più avanti troverà Yuuji di grande importanza nei combattimenti e le relazioni con lui la aiuteranno a maturare. In combattimento, i capelli di Shana diventano come fuoco, e i suoi occhi fiammeggianti. Le sue capacità d'attacco sono basate sulla velocità e sulle fiamme che usa per attaccare e anche per saltare o volare, con l'ausilio di un paio di ali infuocate. Ha inoltre un mantello chiamato Yogasa, derivato da un frammento di ala di Alastor, in grado di proteggere Shana e di conservare all'interno oggetti, come la sua spada. Tipico di Shana è il suo urlare 3 volte Urusai! (煩い? Sta zitto!) quando si vergogna con Yuji; inoltre adora mangiare Melonpan (Un tipo di pane dolce Giapponese; nonostante il nome non sa di Melone), che spesso Wilhelima dava a Shana alla fine dei suoi allenamenti nel Tendoukyuu (天道宮? Palazzo della strada divina).
Yoshida Kazumi (吉田一美?)
Doppiata da: Ayako Kawasumi
Compagna di classe di Yuuji. È innamorata di lui ma essendo molto timida fa fatica a dichiararsi. Successivamente entrerà in conflitto con Shana per questo, cercando di far scegliere a Yuuji. Scoprirà anche lei la verità sul mondo.

## Elementi e terminologia
- Potere dell'esistenza (存在の力?, sonzai no chikara): Il potere dell'esistenza è quel potere posseduto da tutte le cose: oggetti, umani, vegetazione, tutto. Questo potere segue un bilanciamento preciso con il mondo, e un accumulo o uso eccessivo può provocare l'instabilità del mondo stesso. I Tomogara sono entità che mirano all'accumulare più potere dell'esistenza possibile, in modo da esaudire i loro desideri, ma facendo questo minano l'equilibrio del mondo. Il potere dell'esistenza può essere assorbito dagli esseri umani da Tomogara e Rinne; questa procedura è però dannosa, in quanto la scomparsa improvvisa di esistenze destabilizza ulteriormente l'equilibrio. Questo potere, oltre dai Tomogara, è usato anche dai Flame Haze per combattere e creare Torch.
- Torch (トーチ?): I Torch sono rimpiazzi temporanei usati dai Flame Haze per ridurre il danno all'equilibrio del mondo dovuto all'assorbimento del potere dell'esistenza dei Rinne/Tomogara. Sono semplicemente una piccola quantità di Potere dell'esistenza che rimpiazza l'essere umano ormai morto. Esaurito il potere, il Torch scompare e con esso qualunque ricordo della persona morta. Alastor fa un paragone per spiegare a Yuji il compito dei Torch: "Se improvvisamente la strada in cui cammini scomparisse, tu subiresti uno Shock. Ma se al posto della strada viene rapidamente messo del ghiaccio che lentamente si scoglie, lo shock sarebbe praticamente nullo. Immagina i Torch come quel ghiaccio"
- Mystes (ミステス?): I Mistes sono particolari Torch che contengono dentro di loro un Hougu. I Mystes seguono le stesse regole dei Torch, e scompaiono appena finiscono potere, se non riescono a riprocurarselo.
- Flame Haze (フレイムヘイズ?): I Flame Haze sono guerrieri che hanno come missione il mantenimento dell'equilibrio del mondo. Esaudiscono questo compito soprattutto eliminando Tomogara/Rinne e creando Torch quando necessario. Le Flame Haze diventano tali quando stringono il patto con un Re di Guze di adempiere la loro missione, anche a rischio della vita. I Re di Guze possono quindi fornire il loro potere ai Flame Haze per dargli la capacità di combattere.
- Guze no Tomogara (紅世の徒?): i Tomogara sono entità che mirano ad accumulare Potere dell'esistenza per poter esaudire i propri desideri, incuranti del danno all'equilibrio del mondo. Sono, per questo motivo, in continua lotta con i Flame Haze, che cercano di sconfiggerli. Tuttavia esistono alcuni Tomogara che non cercano di destabilizzare il mondo, ma è difficile distinguerli.
- Re di Guze (紅世の王?, guze no ou): Sono entità che si occupano di mantenere in equilibrio il flusso di potere dell'esistenza nel mondo. La loro sede è Guze (紅世?, Mondo scarlatto), un pianeta vicino, seppur irraggiungibile dalla Terra. Qui avviene lo scambio di potere da lì a questo mondo, e se l'equilibrio viene alterato, Guze rischia di collassare contro la Terra. Per adempiere al loro compito, i Re di Guze stringono patti con i Flame Haze, donandogli i loro poteri per poter sconfiggere i nemici Tomogara.
- Rinne (燐子?): I Rinne sono servi ai servigi dei Tomogara. Spesso sono loro che si occupano dell'accumulo di potere dell'esistenza.
- Jizaihou (自在法? Metodo senza restrizioni): i Jizaihou sono potentissimi incantesimi usati da Flame Haze e Tomogara. Sono in grado di fare qualunque cosa e per usarli è necessario l'uso di potere dell'esistenza. Spesso i Jizaihou richiedono dei canti per essere attivati. L'uso dei Jizaihou richiede lo sviluppo di un Sistema illimitato (自在式?, jizaishiki), in grado di attivarne gli effetti.
- Hougu (宝具? frammento di tesoro): Gli Hougu sono potenti oggetti magici nascosti all'interno dei Mystes. Ne esistono di infiniti tipi: armi, oggetti magici, reliquie... Uno dei più potenti Hougu esistenti è il Reiji Maigo (零時迷子? Bambino errante di mezzanotte). Gli Hougu si spostano di loro spontanea volontà da un Mystes all'altro nel caso il primo venga distrutto.
- Fuuzetsu (封絶? Sigillo di arresto): il Fuzetsu è uno dei principali Juzaihou usati da Flame Haze, Rinne e Tomogara. Esso estrae un determinato luogo dal normale flusso del tempo e dello spazio, fermando lo scorrere del tempo alle normali esistenze. Rinne, Mistes, Flame Haze e Tomogara possono muoversi all'interno del Fuzetsu, e ne possono avvertire la presenza. Esistono anche alcuni Jizaihou in grado di difendere le normali esistenze dal suo effetto. Fino a che il Fuzetsu non viene sbloccato, è possibile riparare tutte le cose materiali danneggiate portandole allo stato in cui erano al momento dell'attivazione del sigillo, ma non è possibile rimediare completamente al processo di assorbimento del potere dell'esistenza effettuato da Rinne e Tomogara. In questo stato i Flame Haze procederanno quindi alla creazione dei Torch.
- Haridan (玻璃壇? Piattaforma di cristallo): Lo Haridan è un misterioso oggetto in grado di mostrare nella sua superficie una mappa tridimensionale della città in cui si trova e visualizzare i Torch, i cerchi dei Jizaihou con la loro origine e altre cose correlate al potere dell'esistenza. Stando alla storia di Margery, l'Haridan è stato costruito 300 anni prima da un misterioso Tomogara, il Serpente del Festival (祭礼の蛇?).

## Media

### Light novel
La storia di Shakugan no Shana è iniziata in forma di serie di light novel scritte da Yashichirō Takahashi con illustrazioni di Noizi Itō. La serie include 25 romanzi pubblicati fra il 9 novembre 2002 ed il 10 ottobre 2011 dalla ASCII Media Works sotto l'etichetta della Dengeki Bunko. Il volumi sono numerati dal "I" al "XXII", insieme ai volumi "0", "S" e "SII", che consistono di brevi storie scollegate da quella principale. Nel 2007 la Viz Media ha pubblicato i primi due volumi della serie in lingua inglese

### Manga
Il primo manga, illustrato da Ayato Sasakura, è stato serializzato sulla rivista della ASCII Media Works Dengeki Daioh fra l'aprile 2005 e l'ottobre 2011. Ne sono stati tratti dieci tankōbon pubblicati fra il 27 ottobre 2005 ed il 27 ottobre 2011. Un secondo manga intitolato Shakugan no Shana X Eternal song: Harukanaru Uta, realizzato da Shii Kiya, è basato sul decimo volume delle light novel ed è stato serializzato sulla rivista Dengeki Black Maoh a partire dal 19 settembre 2007. Il manga è stato in seguito trasferito su Dengeki Maoh. Al 27 ottobre 2011 sono stati pubblicati tre volumi tankōbon.

### Serie TV e OAV anime
Una versione anime di Shakugan no Shana, diretta da Takashi Watanabe, è stata trasmessa in Giappone fra il 6 ottobre 2005 ed il 23 marzo 2006 per ventiquattro episodi. L'anime è stato prodotto dallo studio di animazione J.C.Staff. La serie è stata licenziata per il mercato in lingua inglese dalla Geneon nel 2006. Oltre alla prima stagione, sono stati distribuiti nella versione DVD della serie due brevi episodi omake con protagonista Shana in versione super deformed. Un episodio di genere simile, con protagonista Hecate è stato pubblicato su un DVD allegato al libro All About Shakugan no Shana. Esiste anche una serie di otto brevi episodi con protagonisti Friagne e Marianne intitolati Shakugan no Shana: Naze Nani Shana. In seguito, un original video animation (OVA) è stato distribuito l'8 dicembre 2006. Gli eventi dell'OAV si svolgono dopo il tredicesimo episodio della prima stagione.
Una seconda stagione, intitolata Shakugan no Shana Second (灼眼のシャナⅡ?), è stata annunciata ufficialmente il 30 maggio 2007 e trasmessa in Giappone per ventiquattro episodi fra il 5 ottobre 2007 ed il 28 marzo 2008. Una serie di quattro OAV intitolata Shakugan no Shana S è stata prodotta fra il 23 ottobre 2009 ed il 29 settembre 2010. Le trasmissioni di una terza serie televisiva, intitolata Shakugan no Shana Final (灼眼のシャナIII -Final-?, Shakugan no Shana Fainaru) sono iniziate l'8 ottobre 2011.

### Film
Un film d'animazione intitolato Gekijouban Shakugan no Shana è stato annunciato alla fine dell'ultimo episodio della serie. Il film è stato proiettato nelle sale giapponesi il 21 aprile 2007, come uno dei tre titoli del Dengeki Bunko's Movie Festival. Il film non è un sequel dell'anime, ma un adattamento di tutti gli eventi della prima light novel, con alcuni eventi non trattati nella serie televisiva.

### Videogiochi
Un videogioco intitolato Shakugan no Shana per PlayStation 2, è stato sviluppato dalla MediaWorks, e pubblicato il 23 marzo 2006. Il gioco è una visual novel con elementi di simulatore di appuntamenti e videogioco di ruolo. Questo titolo è stato convertito per Nintendo DS e pubblicato il 29 marzo 2007.
Shana appare come personaggio giocabile nel videogioco di ruolo Dengeki Gakuen RPG: Cross of Venus per Nintendo DS, mentre il suo costume può essere indossato dalla protagonista del videogioco Z.H.P. Unlosing Ranger VS Darkdeath Evilman per PlayStation Portable, comprensivo della spada Nietono no Shana.